# District de Kamonyi

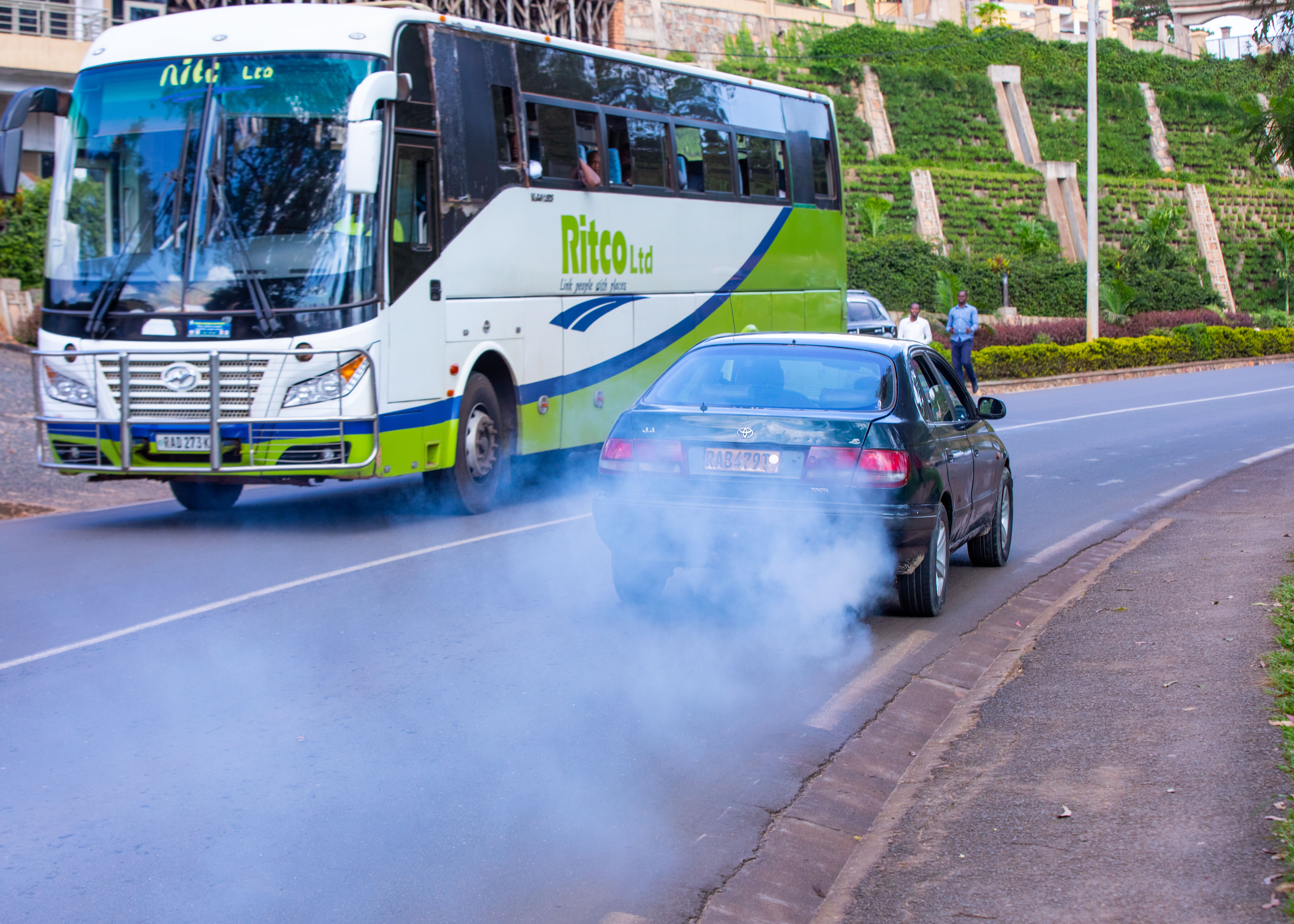
Verdure et pollution de l'air dans le district de Kamonyi.

Le district de Kamonyi est un district qui se trouve dans la Province du Sud du Rwanda.

## Le Maire du district de Kamonyi
Le maire du district de Kamonyi s'appelle Dr NAHAYO Sylvere.